# Fovéa
 (novembre 2018).
Pour les articles homonymes, voir Fovea (homonymie).
Ne doit pas être confondu avec Fovéation.

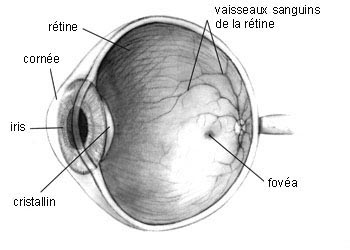
Composition de l'œil.

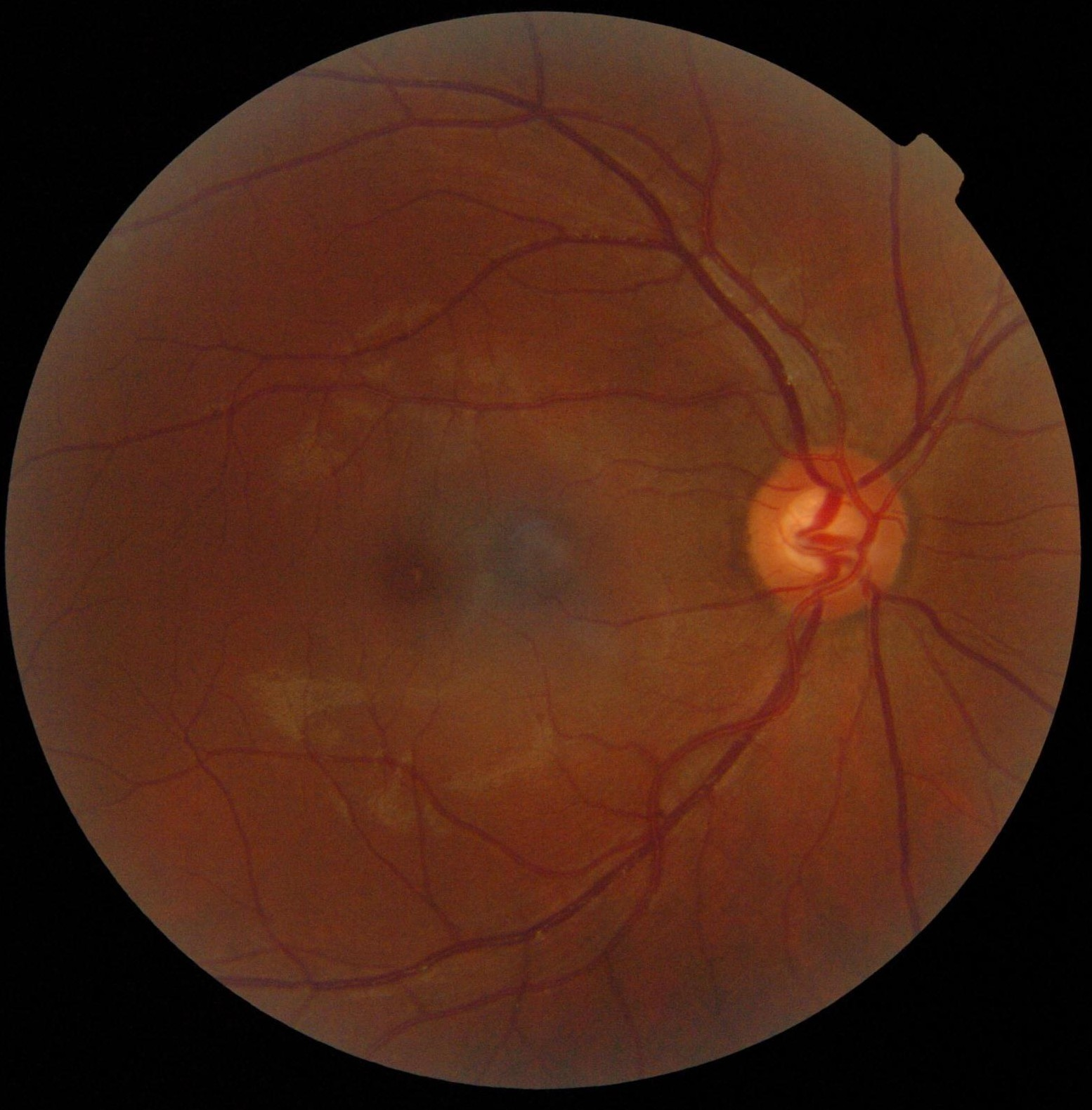
Rétinographie : la fovéa apparaît au centre (tache grise).

La fovéa, la zone centrale de la macula, est la zone de la rétine où la vision des détails est la plus précise. Elle est située dans l'axe visuel de l'œil.
Chez les Simiiformes, la fovéa est peuplée uniquement de cônes (photorécepteurs permettant de distinguer les couleurs) et permet une meilleure résolution optique. Les bâtonnets (photorécepteurs permettant la vision nocturne) sont répartis sur la rétine périphérique, qui donne une impression générale du champ de vision et peu d'acuité visuelle.
Le champ de vision de la fovéa est d'un degré[réf. nécessaire].
La fovéa ne fonctionne pas chez les personnes atteintes d'achromatopsie congénitale, anomalie dans laquelle les cônes sont totalement déficients. En conséquence, les achromates ont une absence de vision centrale et une acuité visuelle réduite (inférieure à 2/10), ainsi qu'une absence totale de vision des couleurs et une forte photophobie. 

## Biométrie
La fovéa est utilisée en biométrie pour la reconnaissance de la rétine. Afin de trouver des caractéristiques uniques à chaque rétine, le dispositif biométrique considère un cercle autour de la fovéa afin de repérer la disposition des différentes veines.

## Zone fovéale
La zone fovéale correspond à la zone du champ visuel où l'acuité visuelle (la précision) est maximale,. C'est une zone où il y a rassemblement de la majorité des cônes.

Schéma champ de vision humaine.